# ХАД

Эмблема ВАД в 1987—1992 годах

ХАД (дари خدمات امنیت دولتی, пушту د ریاست امنیت خدمت‎ (Хедматэ амниятэ доулати) — Служба государственной безопасности) — название службы государственной безопасности в Демократической Республике Афганистан (ДРА). В 1978—1979 годах называлась АГСА (Управление по защите интересов Афганистана) и КАМ (Организация рабочей контрразведки). В мае 1986 года переименована в ВАД (Министерство государственной безопасности). Часто в литературе все службы госбезопасности ДРА, существовавшие с 1978 по 1992 год, именуют термином ХАД.

## История
Спецслужба ХАД создана 6 января 1980 года. По официальной версии ХАД существовала «…для защиты демократических свобод, национальной независимости и суверенитета, интересов революции, народа и государства, также, для нейтрализации под руководством НДПА заговоров, вынашиваемых внешними врагами Афганистана» (Б. Кармаль).
Спецслужба была создана и функционировала при значительном содействии КГБ СССР. В обязанности ХАД входила контрразведка, выявление и пресечение подрывной деятельности контрреволюционного подполья, бандформирований и террористических групп.

## Директора
| №  | Название  | Директор            | Начало полномочий | Конец полномочий | Политическая партия |
| -- | --------- | ------------------- | ----------------- | ---------------- | ------------------- |
| 01 | АГСА      | Асадулла Сарвари    | апрель 1978       | сентябрь 1979    | НДПА («Хальк»)      |
| 02 | КАМ       | Асадулла Амин       | сентябрь 1979     | декабрь 1979     | НДПА («Хальк»)      |
| 03 | ХАД       | Мухаммед Наджибулла | 6 января 1980     | 21 ноября 1985   | НДПА («Парчам»)     |
| 04 | ХАД — ВАД | Гулям Фарук Якуби   | 6 декабря 1985    | 16 апреля 1992   | НДПА («Парчам»)     |
| 05 | ВАД       | Осман Султани       | 16 апреля 1992    | 28 апреля 1992   | НДПА («Парчам»)     |
| 06 | ВАД       | Мохаммед Фахим      | апрель 1992       | декабрь 2004     | ИОА                 |

## В искусстве
В фильмах про Афганскую войну («Афганец», «Охотники за караванами») иногда упоминается ХАД как местная спецслужба, в которую солдаты должны были сдавать подозреваемых «душманов».